# Force mixte tchado-soudanaise

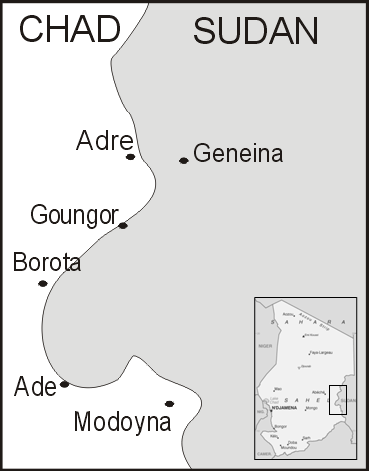
La frontière tchado-soudanaise.

La Force mixte tchado-soudanaise (FMTS) ou force mixte Tchad-Soudan est une unité tchado-soudanaise chargée de la surveillance de la frontière depuis 2010 qui dispose d’un droit de poursuite sur 100 km de part et d’autre de cette dernière. Elle est composée de 3 000 hommes, à parts égales entre les deux pays.
Elle est issue d'un "protocole de sécurisation des frontières" adjoint à un accord de normalisation signé mi-janvier 2010 entre le Tchad et le Soudan dans lequel les deux pays s'engagent à cesser tout soutien à leurs mouvements rebelles respectifs. L'accord prévoit aussi le déploiement d'une force mixte à la frontière tchado-soudanaise.
L’état-major de la force mixte, qui sera dirigé alternativement par un officier soudanais et secondé par un officier tchadien, a son quartier général à Al-Genaïna (capitale de l’État soudanais du Darfour-Ouest).
Le 17 juillet, la Force mixte Tchad-Soudan est fusionnée, sur décision des autorités tchadiennes, avec les forces tripartites Tchad-Soudan-République centrafricaine. La nouvelle force a pour commandant le général tchadien Ousman Bahr Mahamat Itno.